# Jon Moncayola
Jon Moncayola Tollar, mer känd som bara Jon Moncayola, född 13 maj 1998 i Garínoain, Navarra, är en spansk fotbollsspelare som representerar CA Osasuna i La Liga.

## Klubbkarriär
Moncayola inledde sin karriär i CA Osasunas ungdomsakademi där han i tonåren även fick representera CA Osasuna B. 2017 lånades han ut till CD Iruña som spelar i Tercera División men var säsong 2017/18 tillbaka i CA Osasuna B igen. Säsongen efter det var han en av anledningarna till att CA Osasuna B tog sig tillbaka till Segunda División B från Tercera División. I juni 2019 förlängde Moncayola sitt kontrakt med klubben till 2021. Han gjorde sin A-lags och La ligadebut i augusti 2019 då han spelade 90 minuter i matchen mot CD Leganés. Den 28 november 2019 förlängde han återigen kontraktet med klubben till 2024 och tre dagar senare gjorde han sitt första La ligamål i matchen mot RCD Espanyol som CA Osasuna vann. Sedan dess har han ingått i A-truppen och den 8 juni 2021 valde han att förlänga sitt kontrakt med sju år, till den 30 juni 2031. 

## Meriter
Vinnare av Segunda División 2018/19

### Webbkällor
- Jon Moncayola på Soccerway (engelska)
- Jon Moncayola på Transfermarket (engelska)
- Jon Moncayola på CA Osasunas hemsida (spanska)